# Уссараманна
Уссараманна (итал. Ussaramanna) — коммуна в Италии, располагается в регионе Сардиния, в провинции Южная Сардиния.
Население составляет 509 человек (30-06-2019), плотность населения составляет 52,15 чел./км². Занимает площадь 10 км². Почтовый индекс — 9020. Телефонный код — 0783.
Покровителями коммуны почитаются святые Кирик и Иулитта, празднование 15 июля.

## Демография
Динамика населения:

## Администрация коммуны
- Официальный сайт: https://web.archive.org/web/20100123142437/http://www.comune.ussaramanna.ca.it/

## Примечание
1. ↑  Statistiche demografiche ISTAT. demo.istat.it. Дата обращения: 18 ноября 2019. Архивировано 24 июля 2019 года.